# Межницкое (озеро, Плюсский район)
Межницкое — озеро в Лядской волости Плюсского района Псковской области России.
В озеро впадает река Яня и ручей Межницкий (Межной), а на его северном берегу стоит деревня Межник. Сток из этого озера по протоке осуществляется в озеро Глубокое (Глубоко, Радолицкое), а далее по протоке — в озеро Сивчиха, в которое впадает река Хоромёнка. Также на северном берегу этих двух озёр расположена деревня Радолицы. Далее сток идёт через два небольшие озерца, иногда называемые плёсами реки Яни — через озеро Круглое и, ниже, через озеро Косой Кол, из которого вытекает река Яня.
Площадь Межницкого озера 0,34 км², площадь системы всех пяти озёр — 0,72 км² (72,0 га). Максимальная глубина — 8,4 м, средняя глубина — 2,8 м, площадь трёх островов 0,6 га.
Тип озера плотвично-окуневый. Водятся рыбы: щука, плотва, окунь, линь, язь, карась, вьюн, красноперка, ерш, щиповка, пескарь; могут встречаться раки. Для озера характерны как крутые, так и отлогие, низкие берега. Дно в центре илистое, в прибрежной зоне — песчаное, с камнями, или илистое, есть сплавины. Присутствуют донные и береговые родники.

## Исторические сведения
Первое письменное описание озера находится в писцовой книге 1571 года.

«За Васильем Ивановым сыном Еремеева.

Дер. Межник над озером, обжа: дв.болшой, дв. Василей сам, на задворки люди его, в поле пашни 10 четвертей, а в дву по тому-ж, сена 30 копен, угодье озеро Межник, рыбная ловля в вятеры, рыба ерш да уклея; да у того же усадища чёрного лесу на 2 версты вдоль и поперек; да у того же усадища отхожые пожни в Белском погосте на реки на Сабелки: Кирилов Луг, Студеная Вода, Подосье, Песье Болото, сена 50 копен.»— [РГАДА, Ф. 137, Оп. 1, Новгород, № 8, лл. 205, 205 об.]; опубликовано: «Новгородские писцовые книги, изданные императорской Археографической комиссией», т. 5, СПб, 1905 г., ред. С. К. Богоявленский. Текст приведён по редакции данного издания.
Названо было так из-за того, что находилось (до 1584 года) на меже — границе между Лятцким и Бельским погостами.

Первое упоминание озера Глубокое приводится в писцовой книге 1584 года.

«(Дрв) Радулицы, а крестьян: (в) Юшко Игнатьев, (в) Исачко Иванов, пашни в поле середние земле живущево четверть обжы да перелогом обжа с четвертью, а в дву по тому ж, сена три копны, лесу пашенново и непашенново на пол версты, да под тою же деревнею озерко Глубокое, рыбные ловли нет.

[…]

(Дрв) Радолицы у часовни, часовня Егорей Великий, (в) бобыль непашенной Гришка Юрев, пашни в поле середние земле обжа, а пашет наездом Староруского присуду Сомерского погоста Иванко Лотовской, а помещику дает шестой сноп, да перелогом пол обжи, а в дву по тому ж, сена три копны, лесу пашенного и на пол версты.

(Пу), что была деревня Радулицы Лог, пашни в поле перелогом середние земле обжа, а в дву по тому ж, да под тою ж деревнею {озерко Глубокое, рыбные ловли нет.}»— [РГАДА, Ф. 1209, Оп. 1, № 967, лл. 48, 50, 50 об.]; Текст приведён по редакции Коплиенко В.Б.
Озеро Круглое было обозначено на военнотопографической карте 1863 года. Озеро Косой Кол обозначается на современных землеустроительных картах, сенокосные угодья близ него также называются Косой Кол.
В XIX веке была предпринята попытка проложить канал и отвести реку Яню, минуя цепочку озёр. Однако по каналу пошла незначительная часть стока. В 1920-е годы для удобства лесосплава старое русло перекрыли плотиной и тем самым отвели янские воды от озёр. Однако в 1950-х годах плотину размыло и в настоящее время бо́льшая часть стока реки Яни идёт вновь по старому руслу.